# ويلي أوفرتوم
ويلي أوفرتوم (بالفرنسية: Willie Overtoom)‏ (ولد في 2 سبتمبر 1986) هو لاعب كرة قدم كاميروني يلعب كلاعب خط وسط حر. هو ابن لأب هولندي وأم كاميرونية وقد عاش أول ثلاث سنوات من حياته في الكاميرون قبل أن ينتقل إلى هولندا. يحمل أوفرتوم جواز سفر هولندي.

## المسيرة الرياضية

### مع الأندية
بدأ أوفرتوم في لعب كرة القدم مع فيكتوريا أوبدام الهاوي ثم أصبح لاعبا في أكاديمية إي زد ألكمار في سن 13. خلال موسم 2006-07 أعير أوفرتوم إلى تيلستار حيث لعب تسع مباريات في الدوري الهولندي لكرة القدم الدرجة الثانية. بعد عدم تمديد عقده انتقل للعب في هولنديا في الدرجة الخامسة. أثار الإعجاب خلال الموسم وتمكن من التوقيع مع هيراكليس ألميلو في الدوري الهولندي الممتاز في الموسم التالي. أصبح لاعبًا مهمًا في هيراكليس ألميلو حيث أمضى أربع سنوات ونصف السنة قبل أن يعود إلى فريقه السابق إي زد ألكمار في يناير 2013. ومع ذلك لم يكن الانتقال ناجح. في 28 أغسطس 2014 أُعلن أن أوفرتوم قد ترك النادي بعد انتهاء العقد حيث لعب 17 مباراة فقط في الدوري الممتاز.

### مع المنتخب
لعب أوفرتوم لعدة منتخبات هولندية ضمن الفئات السنية ولكنه لم يتلق قط دعوة للعب ضمن صفوف منتخب هولندا. في عام 2011 أعلن عن طلب الحصول على جواز سفر كاميروني حتى يتم منحه تصريحًا لتمثيل الأسود التي لا تقهر. في 15 مارس 2012 تلقى أوفرتوم أول دعوة له على الإطلاق مع منتخب الكاميرون.
شارك لأول مرة على المستوى الدولي في مباراة ودية ضد غينيا في 26 مايو 2012.

## الإنجازات

### مع الأندية
- إي زد ألكمار
  - كأس هولندا (1): 2012-13